# 34713 Yeşiltaş
34713 Yeşiltaş è un asteroide della fascia principale avente un diametro di 9,563 km. Scoperto nel 2001, presenta un'orbita caratterizzata da un semiasse maggiore pari a 2,8023954 au e da un'eccentricità di 0,1728819, inclinata di 7,97764° rispetto all'eclittica.
L'asteroide era stato inizialmente battezzato 34713 Yesiltas per poi essere corretto nella denominazione attuale.
L'asteroide è dedicato all'astronomo turco Mehmet Yeşiltaş.